# تفجيرات طريق الحافلات يافا
تفجيرات طريق الحافلات يافا هي هجمات حدثت في طريق الحافلات رقم 18 في مدينة القدس إسرائيل في عام 1996. حيث قام مقاتلي حركة حماس بقتل 45 شخصًا في الهجمات،  وكانت الهجمات بقيادة محمد الضيف، وجاءت الهجمات بعد مقتل القائد في كتائب القسام يحيى عياش.

## التفجير الأول

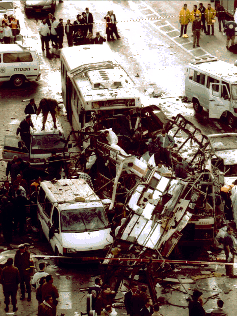
صورة التفجير الأول في شارع يافا

في صباح يوم 25 فبراير عام 1996، قام جندي من القسام بتفجير نفسه على حافلة رقم 18 متجهة من أسفل شارع يافا بالقرب من محطة الحافلات المركزية. مما أدى لمقتل 17 من المستوطنين والأجانبي و9 من الجنود الإسرائيليين، وإصابة 48 بجروح. 
منفذ العملية هو الفلسطيني حسن سلامة، قامت إسرائيل بالقبض عليه في مدينة الخليل في مايو 1996. وحُكِم عليه بالسجن المؤبد 46 سنة.
القتلى:
| المستوطنين والأجانب - دانيال بيتون، 42 سنة - اسحق الباز، 57 سنة - بوريس شاربولينسكي، 64 سنة - سيميون تراكاشفيلي، 60 سنة - اسحق ياخنيس، 54 سنة - بيرتس غانتز، 61 سنة - اناتولي كوشنيروف، 36 سنة - جانا كوشنيروف، 37 سنة - ماسودا عمار ، 59 - سويالانا جيليزنيك 32 سنة - سيلين زاجوري، 19 سنة - نافون شابو، 22 سنة، من بني براك - مايكل يوريجين, 16 سنة | - متى إيستنفيلد، 25 سنة من الولايات المتحدة - سارة دوكير، 23 سنة من الولايات المتحدة - وائل كاواسميح, 23, القدس الشرقية, توفي في وقت لاحق متأثرا بجراحه - الجيش الجمهوري الأيرلندي: اسحق وينشتاين، 53 سنة، أدوميم، توفي في وقت لاحق متأثرا بجراحه الجنود - الرقيب يوناتان برنيع, 20 - الرقيب جافريل كروس 24 - الرقيب جدي شيلوني, 22 - موشيه رؤوفين, 19 - الرقيب أرييه باراشي، 39 - . ليّا نيموتن، 19 - . ميراف ناحوم, 19 - الرقيب شارون حانوكا، 19 - أريك غابي 16 (طالب في مرحلة ما قبل الجيش مدرسة داخلية) – كلهم من القدس. |

## التفجير الثاني
في صباح يوم 3 مارس عام 1996، صعد جندي من القسام حافة أخرى تحمل نفس الرقم (رقم 18) وقام بتفجير حزامه الناسف مما أدى  لمقتل 16 من المستوطنين والفلسطينيين والأجانب و3 من الجنود الإسرائيليين وجرح 7 أخرين.
القتلى:
| المدنيين - مايا عرب ديري، 59 - نعيمة زرجاري، 66 - جافريل شاماشفيلي، 43 - شيمتوف شيخ، 63 - آنا شينجيلوف، 36 - رايا دوشفيلي، 55 - جورج يونان، 38 – كلهم من القدس ؛ - أنجل آل سيرانا، 45، بيت جالا - جيدي تاسبانيش، 23، سائح من إثيوبيا - فاليرين كراسيون، 44، سائح من رومانيا | - دومينيك لونسي، 29 - دانيال بتينكي، 33 - ماريان جريفان، 40 - ميرسي جيفا، 39 - ديميترو كوكاراسكو، 43 – عُمّال رومانيون. - أمير أمبروز، 51، رومانيا، توفي في 9 مارس. الجنود - الرقيب يوني ليفي، 21، القدس - الرقيب حاييم العمادية، 19، القدس - عوزي كوهين، 54 شرطي من القدس. |

## وصلات خارجية
- الهجمات على إسرائيل منذ سبتمبر 1993.